# Nursling

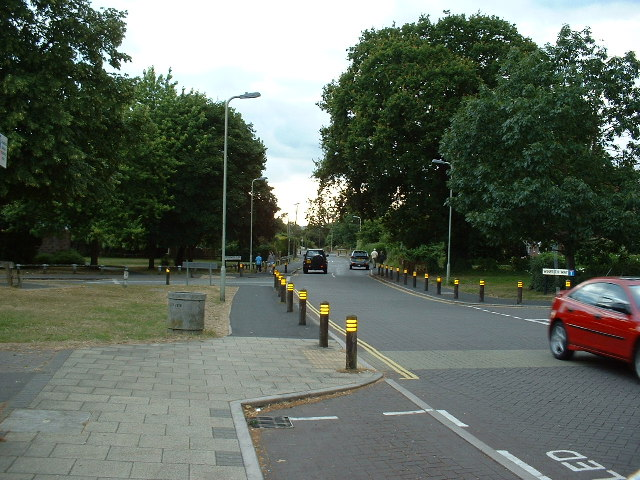

Nursling est un village dans le Hampshire, en Angleterre, situé dans la paroisse de Nursling et Rownhams, à environ 6 kilomètres au nord-ouest de la ville de Southampton. Anciennement appelé Nhutscelle (VIIIe siècle, Saint-Boniface), puis Nutshalling ou Nutshullyng jusqu'au milieu du XIXe siècle, elle est aujourd'hui absorbée dans la banlieue de Southampton, bien qu'elle ne fasse pas officiellement partie de la ville (partie restante de l'arrondissement de Test Valley).
À Onna (Nursling) , les Romains ont érigé un pont (probablement en bois, car il ne reste aucune trace de culées en pierre) sur le Test, au-dessous duquel il s'élargit dans son estuaire, et il y a des traces de la route romaine de Nursling à Stoney Cross. À Nhutscelle, un monastère bénédictin fut fondé en 686, le premier établissement bénédictin de Wessex, selon Bède. Elle devint un important centre d'apprentissage, et à la fin du VIIe siècle, Winfrith (par la suite Saint-Boniface) y étudia sous la direction de l'abbé Winberht, ce qui lui permit d'écrire la première grammaire latine   écrite en Angleterre. Il part en 710 pour Canterbury, revenant brièvement autour de 716 avant de partir en Allemagne en tant que missionnaire. Le monastère a été détruit en 878 par les Danois et il n' a jamais été reconstruit; son emplacement exact n' a pas été rétabli, bien que l'église paroissiale soit dédiée à Saint-Boniface.
Trente ménages vivaient dans Hnutscilling, selon le Domesday Book, appartenant à l'Évêque de Winchester.
O. G. S. Crawford (archéologie) vivait à Nursling au cours de la seconde Guerre Mondiale, et a gardé beaucoup de documents rares, de l'Ordnance Survey de Southampton dans son garage. Cette prévoyance a permis d'éviter la destruction de documents historiques importants lorsque les bureaux ont été incendiés lors d'un raid aérien. Le joueur de cricket William Henry Harrison est né à Nursling.
Le moulin à marée pour le broyage de la farine a été remis en état de fonctionnement.
La zone industrielle de Nursling abrite plusieurs entreprises importantes, telles que Tesco, Norbert Dentressangle et Meachers, et est bien desservie par des liaisons de transport.
Nursling abrite également l'une des deux stations-service d'ambulance South Central Ambulance qui desservent la région de Southampton.
Grove Place est un immeuble classé Grade I à Nursling. Aujourd'hui converti en appartements de retraite, le bâtiment était à l'origine une maison de campagne et a été converti en asile psychiatrique avant d'être aménagé dans son but actuel.